# ونتسپیلس
ونتسپیلس (به روسی: Вентспилс) یک شهر در لتونی با جمعیت ۴۱٬۹۹۸ نفر است که در لتونی واقع شده‌است.